# Sándor Petőfi

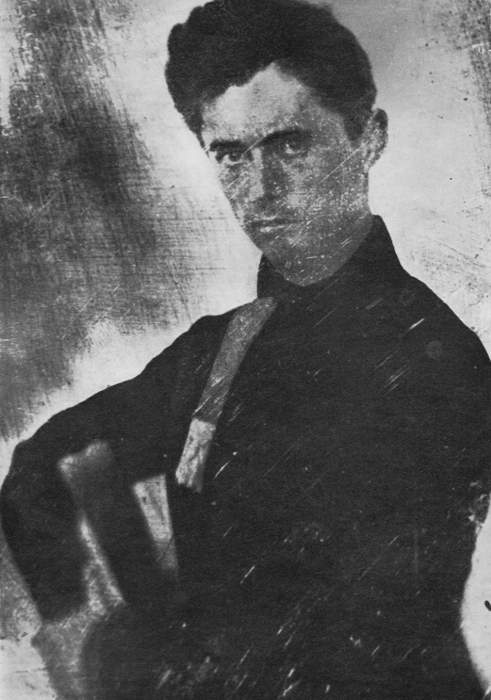
Sándor Petőfi, Daguerreotypie

Sándor Petőfi [ˈʃaːndor ˈpɛtøːfi] (ungarisch Petőfi Sándor, slowakisch Alexander Petrovič, * 1. Januar 1823 in Kiskőrös als Sándor Petrovics; † 31. Juli 1849 bei Segesvár) war ein ungarischer Dichter, Volksheld und Freiheitskämpfer der ungarischen Revolution 1848.

## Leben

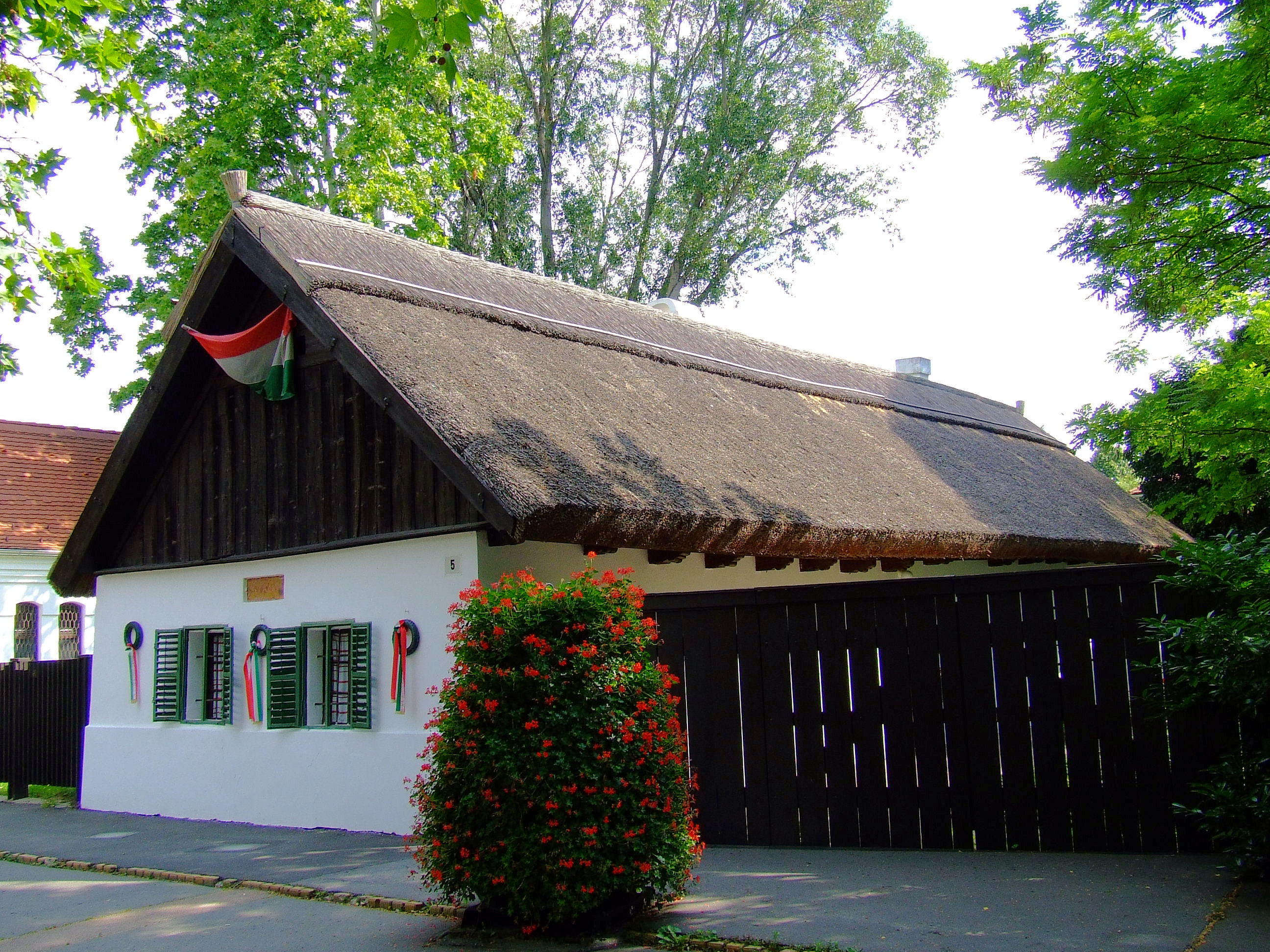
Geburtshaus von Sándor Petőfi in Kiskőrös

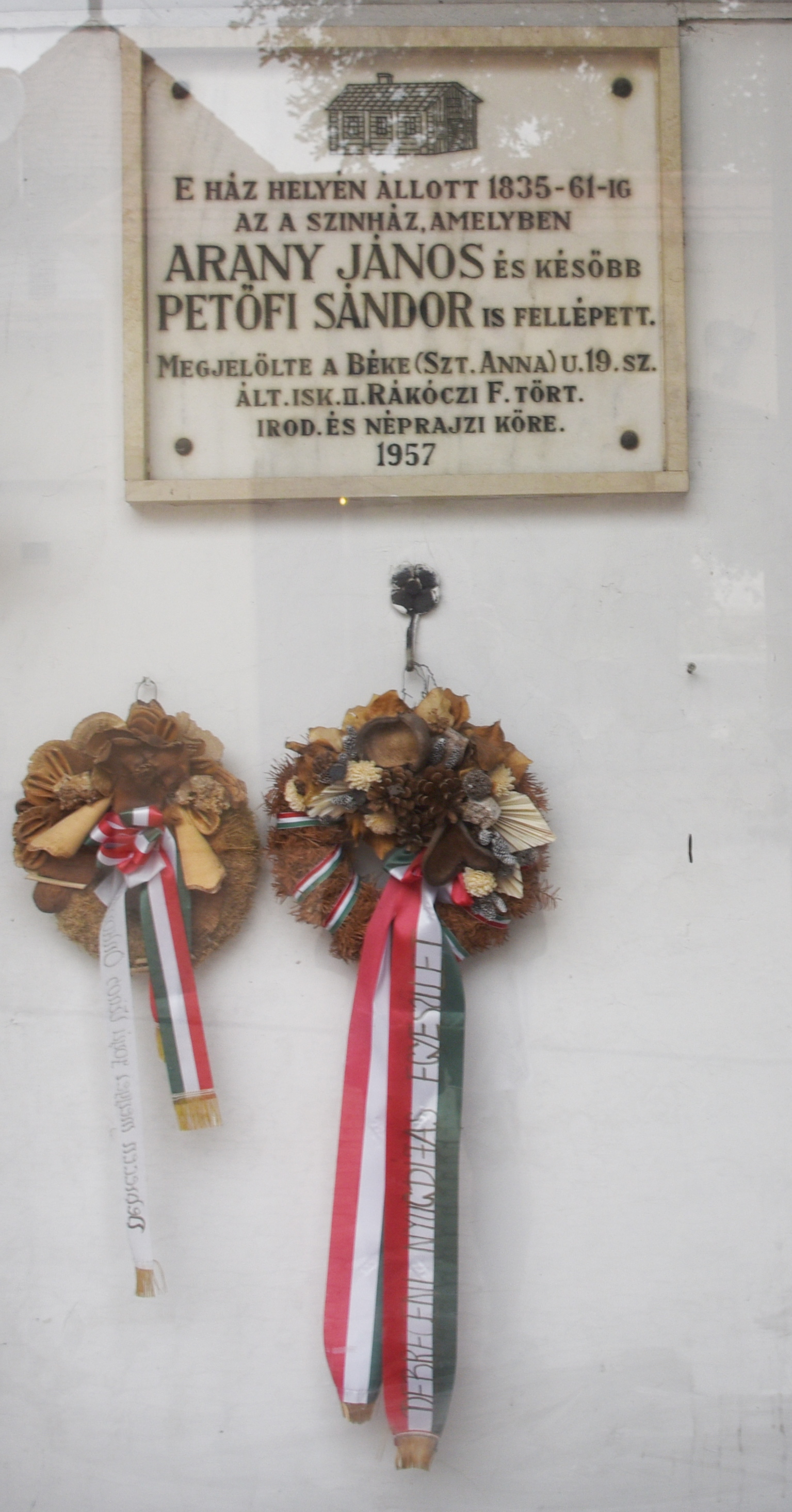
Gedenktafel für Janos Arany und Sándor Petőfi in Debrecen

Alexander Petrovics entstammte einer slowakischen Familie. József Kiss (1923–1992) hat sich in seinem Buch Petőfi adattár ausführlich mit der Abstammung von Petőfi beschäftigt. Ihm zufolge beweisen die Ergebnisse der Untersuchungen von Lajos Jakus die slowakische Herkunft der Zweige beider Eltern bis 1685. Damit wurde der weit verbreitete Aberglaube widerlegt, dass Petöfis Vater Štefan Petrovič automatisch Serbe sei, weil er Petrovič hieß. Štefan Petrovič war Metzgermeister und sprach laut Gyula Illés nur schlecht Ungarisch, ebenso wie seine Frau Mária Hrúzová. Die slowakische Herkunft seiner Eltern wird zusätzlich durch ihre Zugehörigkeit zur lutherischen Kirche bestätigt (Serben sind in der Regel orthodox).
So wie über seinen Sterbeort diskutiert man über seinen Geburtsort noch heute: Er selber gab immer die Stadt Kiskunfélegyháza als Geburtsort an. In seinem Gedicht Szülöföldemen („In meiner Heimat“) kommt diese Zugehörigkeit besonders zur Geltung.
Ab 1828 besuchte er die evangelische Elementarschule in Kecskemét und von 1833 bis 1834 das evangelische Gymnasium in Pest, anschließend bis 1835 das Piaristengymnasium und im Anschluss daran bis 1839 das Gymnasium in Aszód. Danach ging er nach Schämnitz und inskribierte im August 1838 am dortigen evangelischen Lyzeum, um Rhetorik und Deutsch zu erlernen. Wegen nationalistischer Meinungsverschiedenheiten (Petőfi betrachtete sich stets als Ungarn) mit seinem Lehrer Daniel Gabriel Lichard, der ein nationalbewusster Slowake war, verließ er das Gymnasium und ging vorerst nach Pest. Dort arbeitete er am Ungarischen Nationaltheater als Hilfskraft und spielte teilweise in Statistenrollen. Später schloss er sich einer wandernden Theatergruppe an und spielte in verschiedenen Rollen. Von 1839 bis 1841 war er Soldat. Anschließend war er wieder als Schauspieler tätig und studierte in Pápa. Am 15. Januar 1844 trat er in Debreczin in der Theatergruppe des „Herrn Lajos Fáncsy“ in Shakespeares Komödie Der Kaufmann von Venedig auf, wo er den Prinzen von Marokko spielte. Damals benutzte er sein Pseudonym Sándor Petőfi, mit dem er auch als späterer Dichter und Schriftsteller bekannt wurde. Alle seine späteren Werke wurden unter diesem Namen bekannt.
Sein erstes Gedicht erschien 1842 und wurde vom damals bedeutenden Redakteur und Dichter József Bajza, dem Herausgeber der Literaturzeitschrift Athenaeum, veröffentlicht. Für Gedichte wurde damals jedoch kein Honorar gezahlt. In Debreczin erlebte Petőfi auch einen der Tiefpunkte seines Lebens. Nachdem die Theatergruppe aufgelöst worden war, hielt er sich mit Übersetzungsarbeiten aus Fremdsprachen über Wasser, die jedoch seine prekäre finanzielle Lage nicht verbesserten. Im Februar 1844 packte er seine Gedichte zusammen, verließ hungrig und frierend Debreczin, um nach Pest zu gehen und den damals bedeutendsten Dichter Ungarns Mihály Vörösmarty um Hilfe zu bitten. Vörösmarty, der sein Talent erkannte, setzte sich für Petőfi bei der Vereinigung „Nationaler Ring“ (ungarisch Nemzeti Kör) ein. Dieser Kreis, bestehend aus Intellektuellen und wohlhabenden Pester Bürgern, finanzierte die erste Ausgabe von Petőfis Gedichtsammlung (1844), die zu einem riesigen Erfolg bei der Leserschaft wurde. Zu dieser Zeit wurde er auf Empfehlung von Vörösmarty auch Hilfsredakteur bei Imre Vahot in Pest, welcher Herausgeber der Zeitschrift Pesti divatlap („Pester Modeblatt“) war.
Jetzt begann die fruchtbarste Periode seines Schaffens, zumal er in kürzester Zeit zu einem der bekanntesten Dichter Ungarns aufstieg. So schrieb er eine seiner bekanntesten Dichtungen Der Held János (ungarisch János vitéz) innerhalb von nur sechs Tagen (und ohne Korrektur) nieder. In dieser Zeit verliebte er sich in Etelka Csapó, die er auch zu heiraten beabsichtigte. Diese starb jedoch kurz vor der Hochzeit plötzlich und unerwartet am 7. Januar 1845. Seine Trauer drückt er in dem bekannten Gedicht „Zypressenblätter am Grabe Etelkas“ (ungarisch Cipruslombok Etelka sírjáról) aus.
Im Frühling 1845 verließ er Pest und begab sich auf eine Rundreise durch das damalige Oberungarn (heute Slowakei). Inzwischen war er ein berühmter Dichter und wurde auf allen Stationen seiner Rundreise stürmisch und mit Begeisterung empfangen. 
Von Anfang an forderte Petőfi in seinen Werken einen unabhängigen ungarischen Nationalstaat.
Im Jahr 1846 ging Petőfi nach Siebenbürgen, wo er in Großkarol die Dichterin, Schriftstellerin und Übersetzerin Júlia Szendrey kennenlernte und am 8. September 1847 in Erdeed heiratete. Die Ehe wurde gegen den Willen von Szendreys Vater geschlossen, der in Petőfi einen dahergelaufenen „Wanderkomödiant“ sah statt einen anerkannten Dichter. Die Flitterwochen verbrachte das Paar in Koltó (rum. Coltǎu, Maramureș) auf dem Gut des „wilden Grafen“ (ungarisch vad gróf) Sándor Teleki, Petőfis einzigem Freund aus „aristokratischen Kreisen“. Das Paar zog nach Debrecen, wo am 15. Dezember 1848 ihr Sohn Zoltán geboren wurde. Nach dem Tod Sándor Petőfis wurde Zoltán von seinem Großvater großgezogen, sein Vormund war der einzige Bruder des Dichters, István Petőfi (* 1825, † 1880). Der Sohn hatte ein sich verschlechterndes Verhältnis zu seiner inzwischen erneut verheirateten Mutter. Zoltán wollte wie sein Vater Schauspieler und Dichter werden, starb jedoch bereits im Alter von 22 Jahren an den Folgen von Tuberkulose. 

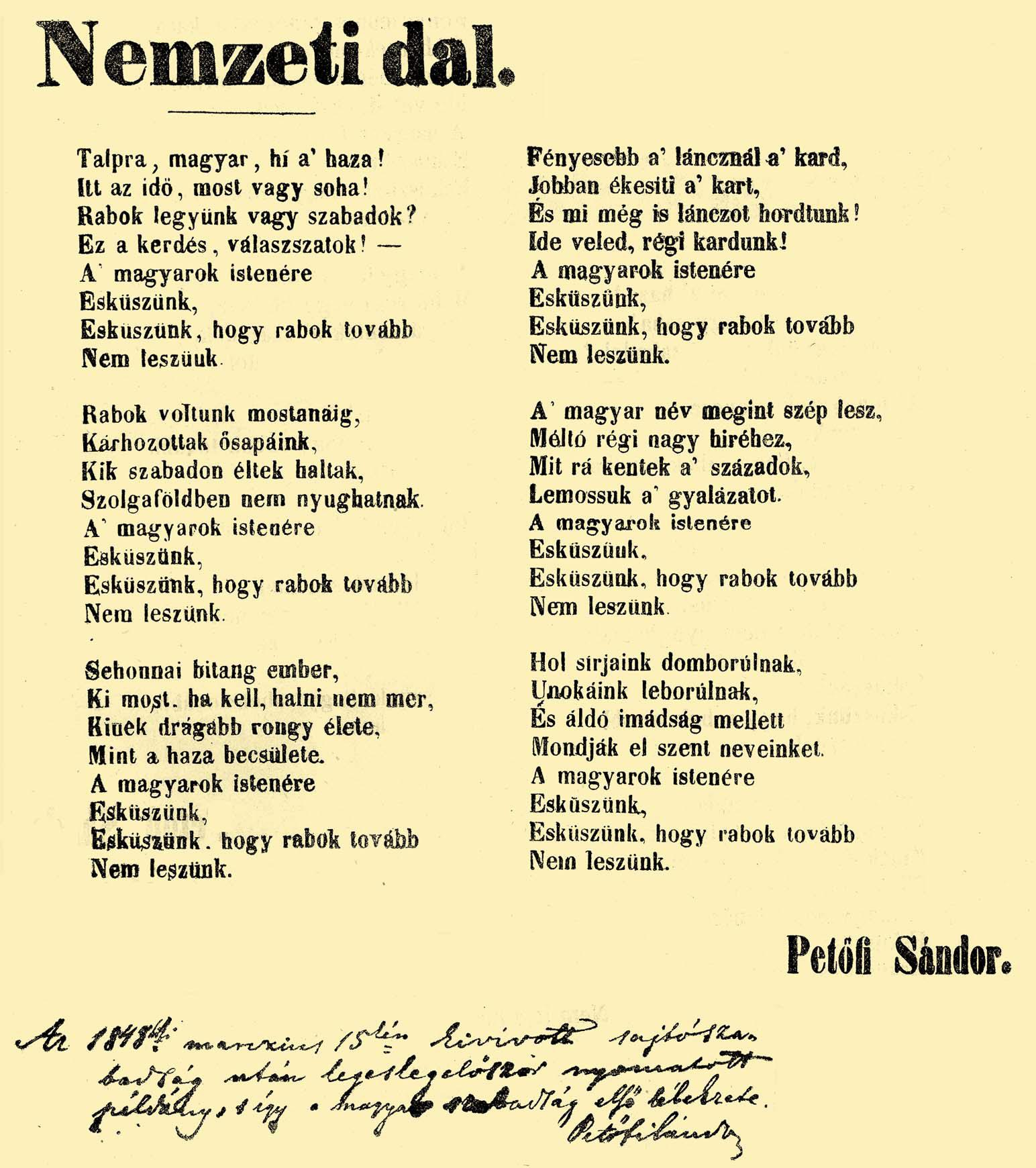
Erstdruck des Nationalliedes aus dem Jahre 1848

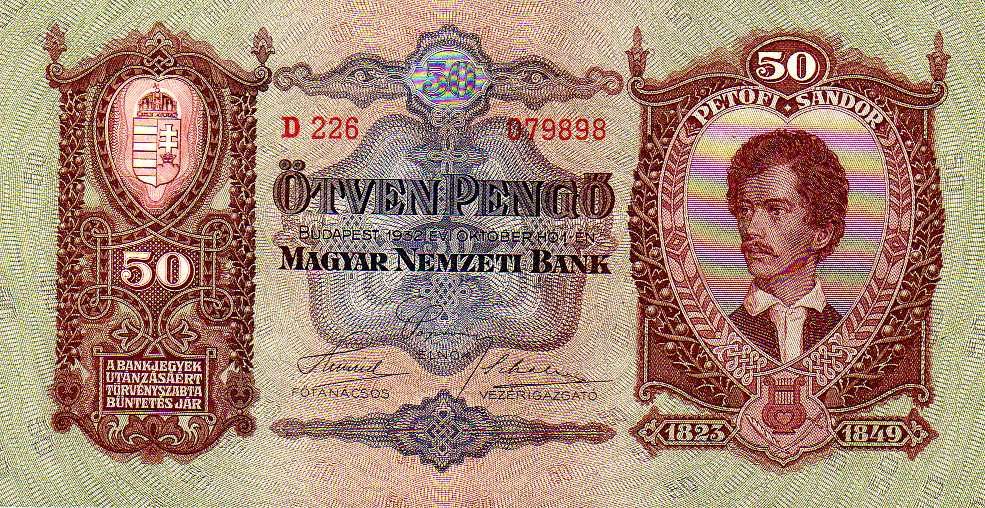
Sándor Petőfi (Ungarische Banknote, 50 Pengő, 1932)

Im Revolutionsjahr 1848 trat Petőfi an die Spitze der „Pester Jugend“ und wurde einer der geistigen Führer der Märzrevolution. Die Nachricht von der Wiener Revolution verbreitete sich auch in Pest wie ein Lauffeuer. Ein Kreis von Jugendlichen, die ihren Sitz in Pester Café Pilvax hatten, entschied sich zum Handeln. Am frühen Morgen des 15. März 1848 proklamierten Sándor Petőfi, Pál Vasvári, Maurus Jókai und József Irinyi ein „Zwölf-Punkte-Programm“, welches die Forderungen der revolutionären Jugend beinhaltete. Petőfi trug spontan sein Gedicht Nationallied (ung. Nemzeti dal) vor, welches er für eine spätere Veranstaltung gedichtet hatte. Danach machten sie sich auf, um die Studenten zu mobilisieren. Von der Universität her marschierte die zu einer Massendemonstration angewachsene Menge zur Druckerei Landerer & Heckenast und konfiszierte dort die Druckpresse, indem sie die Drucker zwangen, das von Petőfi verfasste Nationallied zu drucken. Der Druck dieses nicht zensurierten Nationalliedes überflutete die Straßen von Pest und wurde von der Bevölkerung mit Begeisterung aufgenommen. Am frühen Nachmittag fand eine Volksversammlung vor dem Nationalmuseum unter Teilnahme von Zehntausenden von Menschen statt, auf welcher das Nationallied wiederholt werden musste. Dieser Tag, an dessen Ereignissen Petőfi nicht ganz unbeteiligt war, stellte den Beginn der Märzrevolution in Ungarn dar.
Am 15. Oktober 1848 wurde Petőfi Hauptmann beim Honvédbataillon in Debrecen. Nach einem Streit mit seinem Vorgesetzten diente er ab 1849 als Adjutant unter dem polnischen General Józef Bem im ungarischen Freiheitskampf gegen die Habsburger. In der Schlacht bei Segesvár (Sighișoara) fiel Petőfi um den 31. Juli 1849. Júlia Szendrey begab sich vergeblich auf die Suche nach ihrem Ehemann, konnte jedoch weder Petőfi noch seinen Leichnam finden. Bis heute ist – trotz zahlreicher Spekulationen – nicht bekannt, wo er bestattet wurde.

## Werke
- Der Zecher. – sein erstes Gedicht, veröffentlicht 1842
- Erste Gedichtsammlung, erschienen 1844
- Zweite Gedichtsammlung, erschienen 1846
- Nationallied. 13. März 1848
- Held Janos. In deutscher Nachdichtung von J. Schnitzer

## Rezeptionen

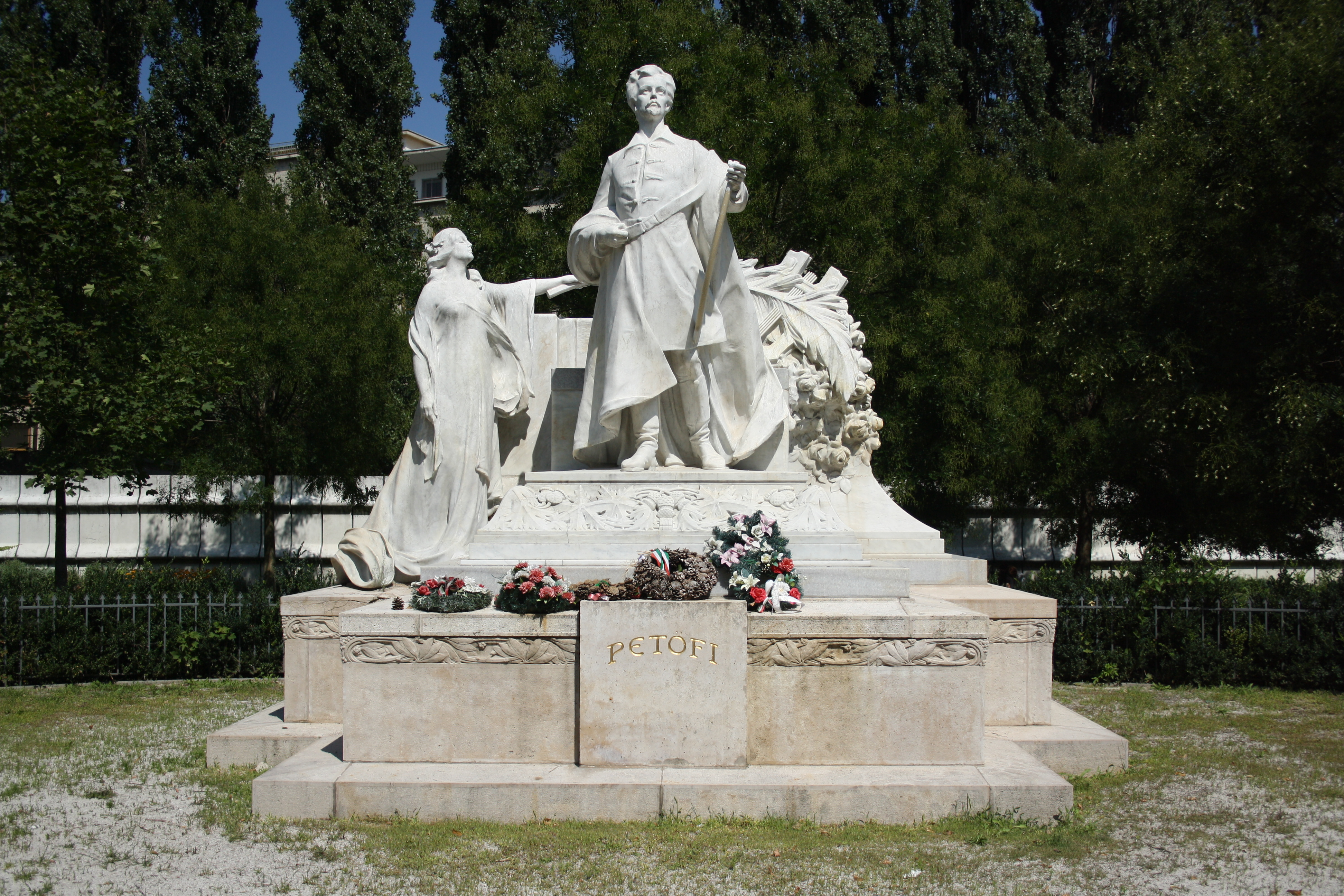
Petőfi-Denkmal In Preßburg (Bratislava / Slowakei)

### Musik
- Franz Liszt vertonte Jókais Ballade Des toten Dichters Ballade.
- Ungarische Komponisten, allen voran Zoltán Kodály (1882–1967), griffen bis in jüngste Zeit immer wieder auf Petőfis Lyrik zurück, um sie zu vertonen.
- Der Schumann-Zeitgenosse Robert Franz (1815–1892) verfasste zwei Lieder nach Gedichten von Petőfi.
- Der Wiener Dichterkomponist Adalbert von Goldschmidt (1848–1906) vertonte vier Petőfi-Gedichte, die in deutscher, englischer und ungarischer Sprache singbar sind.
- Unter den wenigen Kompositionen des Philosophen Friedrich Nietzsche (1844–1900) befinden sich auch einige Vertonungen von Petőfis Gedichten.
- Der deutsche Komponist Hans Kracke (1910–1989) vertonte Petőfis Gedicht Das Leben in einem seiner Zwei Herbstlieder für Männerchor a cappella.

### Verfilmungen
- 1939: János vitéz
- 1973: Held Janos (János vitéz) – Zeichentrickfilm

### Straßen und Plätze
In Ungarn gibt es nahezu in jeder Stadt und jedem Dorf eine Straße oder einen Platz, die nach Petőfi benannt wurden.
- Nach Petőfi wurde in Budapest später eine Straßenbrücke über die Donau benannt: Die Petőfi híd.
- Nach Petőfi wurde in Budapest eine Messe-/Ausstellungshalle in der Zichy Mihály út 14 benannt: Die Petőfi Hall.[15]
- In Köln ist nach ihm seit 1961 der Alexander-Petöfi-Platz im Stadtteil Longerich benannt.[16]

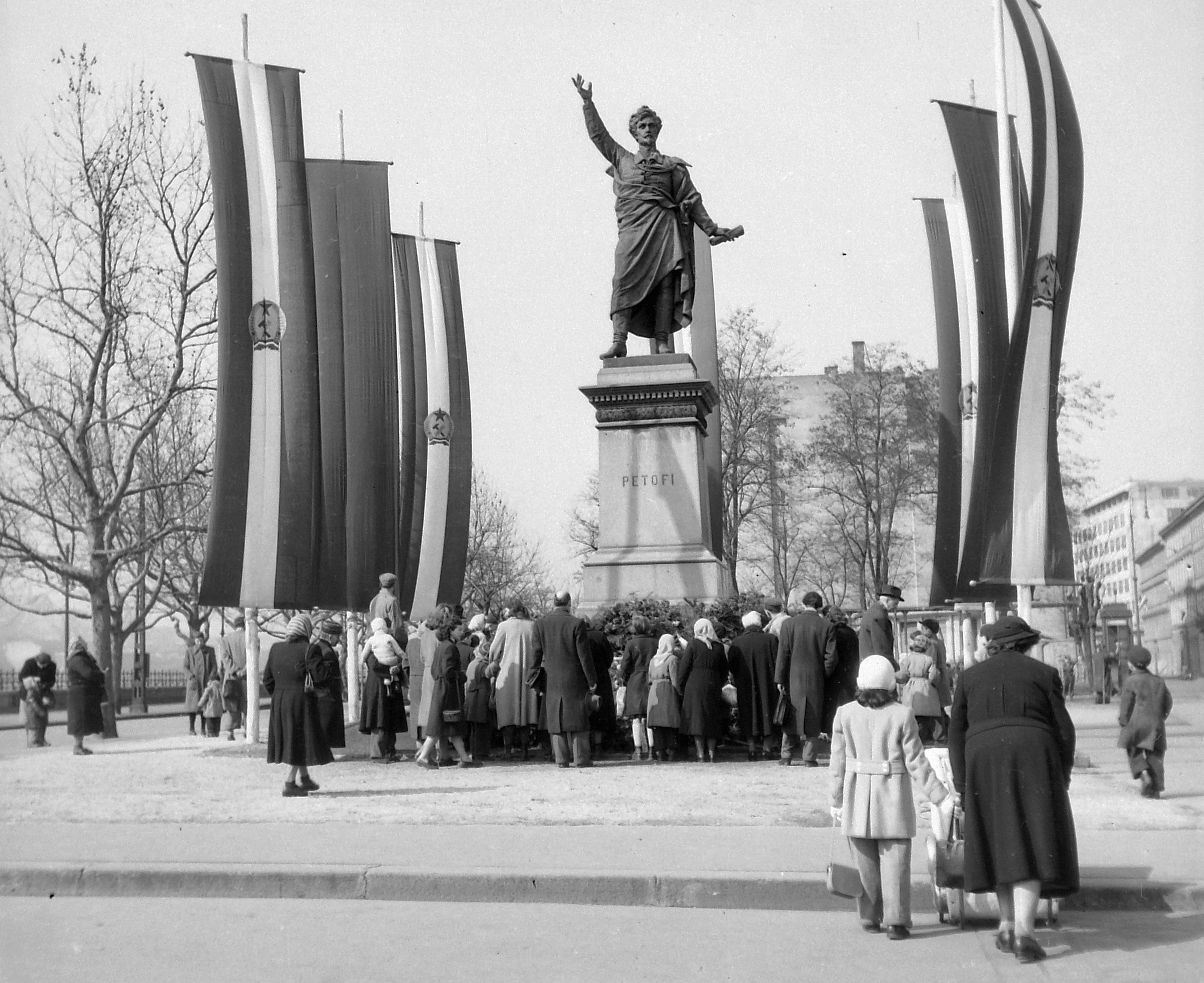
Budapester Petőfi-Denkmal am Petőfi tér (übersetzt: Petőfiplatz) im V. Bezirk (Foto: 1953)

### Denkmäler (Auswahl)
- Petőfi-Denkmal in Budapest, V. Bezirk; 1882 errichtet, ein Werk von Adolf Huszár
- Petőfi-Denkmal in Budapest, XX. Bezirk; 2002 errichtet, ein Werk von Mark Lelkes
- Petőfi-Denkmal im Park des ehemaligen Schiffbeck-Palais in Preßburg (heute Bratislava / Slowakei)
- Im Park an der Ilm in Weimar befindet sich ein Sandor-Petöfi-Denkmal.

### Sonstiges
- Petőfi-Literaturmuseum (ungarisch Petőfi Irodalmi Múzeum) Budapest
- In Albești bei Schäßburg (ungarisch Segesvár, rumänisch Sighișoara) befindet sich eine Petőfi-Gedenkstätte mit einem Museum zur Person und zum Schlachtgeschehen in der Nähe des Ortes. Auf dem Gelände der Gedenkstätte erinnert ein mächtiger Obelisk an Petőfis Leben und Tod. Außerdem befinden sich dort Denkmäler für die Generäle der Schlacht, u. a. für General Józef Bem (ungarisch Bem József).
- Nach Petőfi wurde 1956 ein Diskussionskreis junger Literaten in der Partei der ungarischen Werktätigen benannt. Der Petőfi-Kreis war einer der Wegbereiter des Ungarischen Volksaufstandes.
- Das zweite Programm der ungarischen Rundfunkanstalt Magyar Rádió trägt den Namen Petőfi Rádió.

## Erste Übersetzungen
- Petőfis erste Übersetzungen sind auf Deutsch erschienen: A lopott ló, A csikós, A rabló von Adolf Dux. Sonntagsblätter, Pest 1845.
- Ausgewählte Gedichte von Alexander Petőfi. Deutsch von Adolf Dux. Wien 1846.
- Gedichte von Alexander Petőfi. Nebst einem Anhange, Lieder anderer ungarischer Dichter. Aus dem Ungarischen übertragen durch K. M. Kertbeny (d. i. Karl Maria Benkert). Frankfurt am Main, 1849. – Petőfi und 170 Gedichte.
- Der Held János. Ein Bauernmärchen von Petőfi. Aus dem Ungarischen übersetzt durch Kertbeny. Mit Porträt des Dichters. Stuttgart 1850.
- Alexander Petőfis Gedichte. Aus dem Ungarischen übersetzt von Frigyes Szarvady und Moritz Hartmann. Darmstadt 1851.
- Dichtungen von Alexander Petöfi. Aus dem Ungarischen, in eigenen und fremden Uebersetzungen herausgegeben von Karl Maria Kertbeny. Mit einem Vorwort von Friedrich Bodenstedt. Brockhaus, Leipzig 1858.
- weitere Übersetzer: Adolf Buchheim, Oskar Falke, C. F. Daumer, Karl Schröter, Demeter Dudumi, Hugo von Meltzl, Theodor Opitz, Eugen Müller, Ladislaus Neugebauer, J. Schnitzer, Ludwig Reich, W. Berger, J. Goldschmidt, Georg von Schulpe, Alfred Teniers, Ernst Speidl, Heinrich Melas, Ludwig Stein-Abai, Andor von Sponer, Adolph Kohut, Ernő Lindner, Josef Steinbach, Ernst Lindner, René Schwachhofer[17].

## Galerie

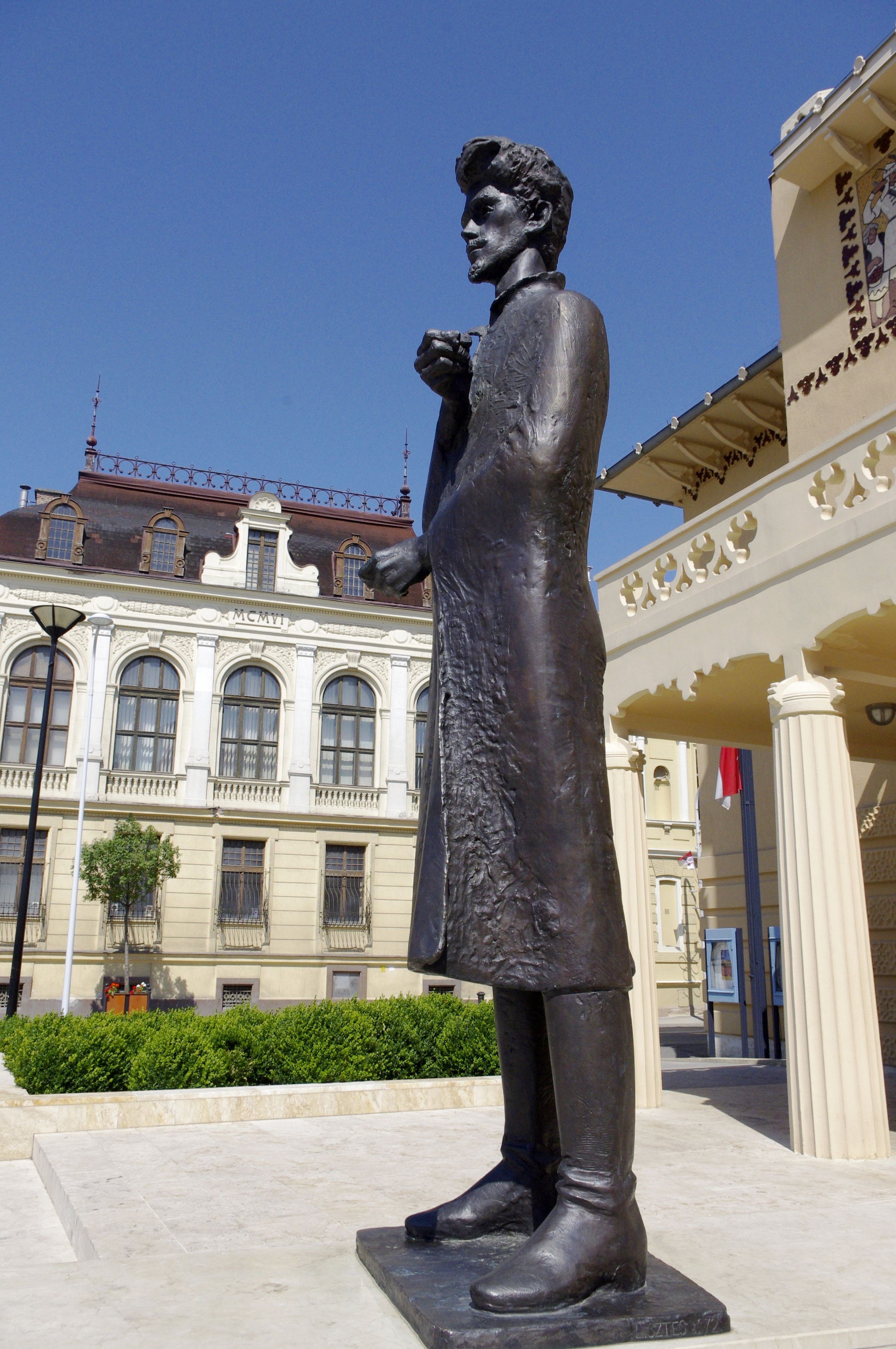
Ödenburg (Sopron)
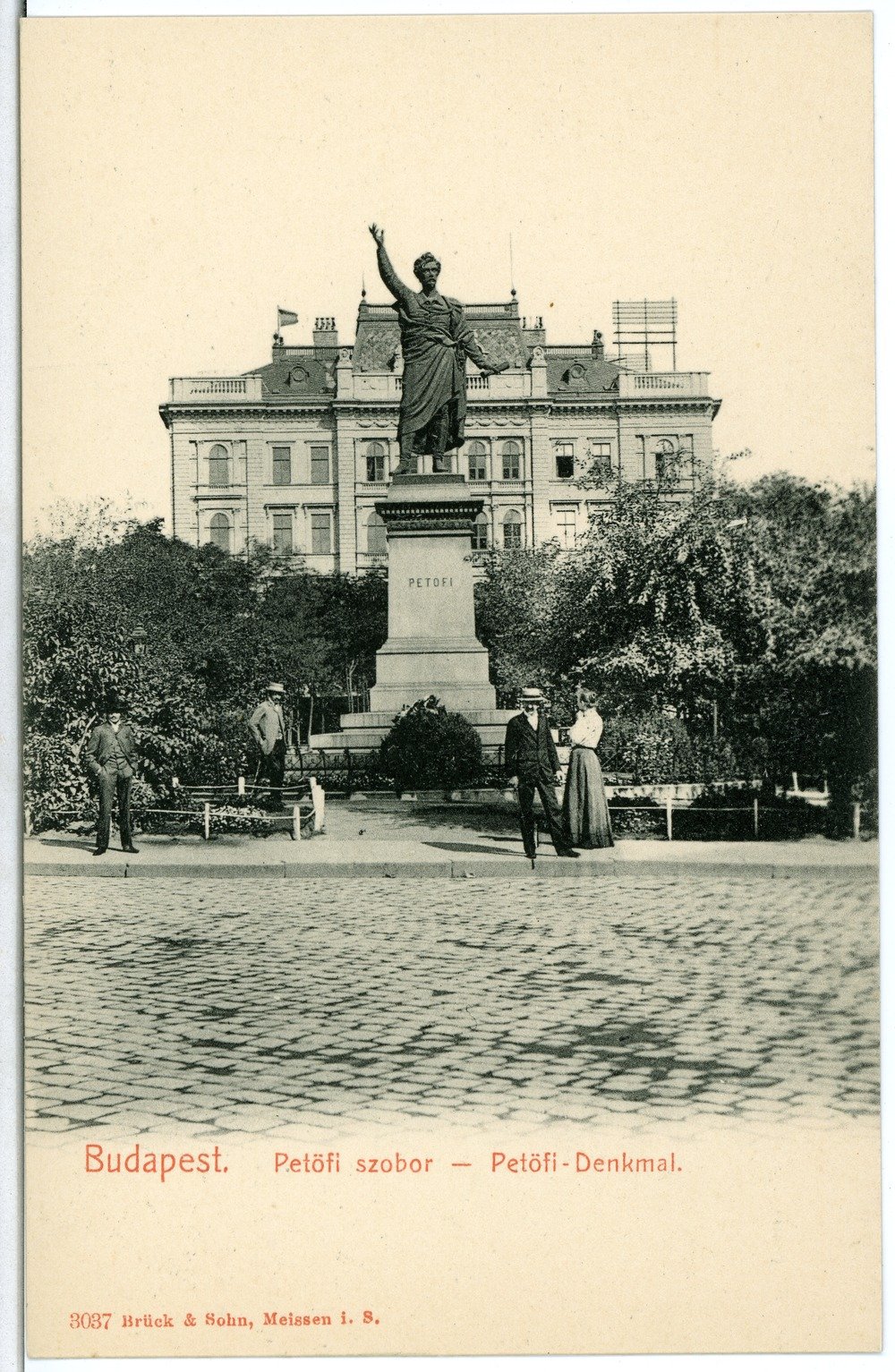
Budapest 1903
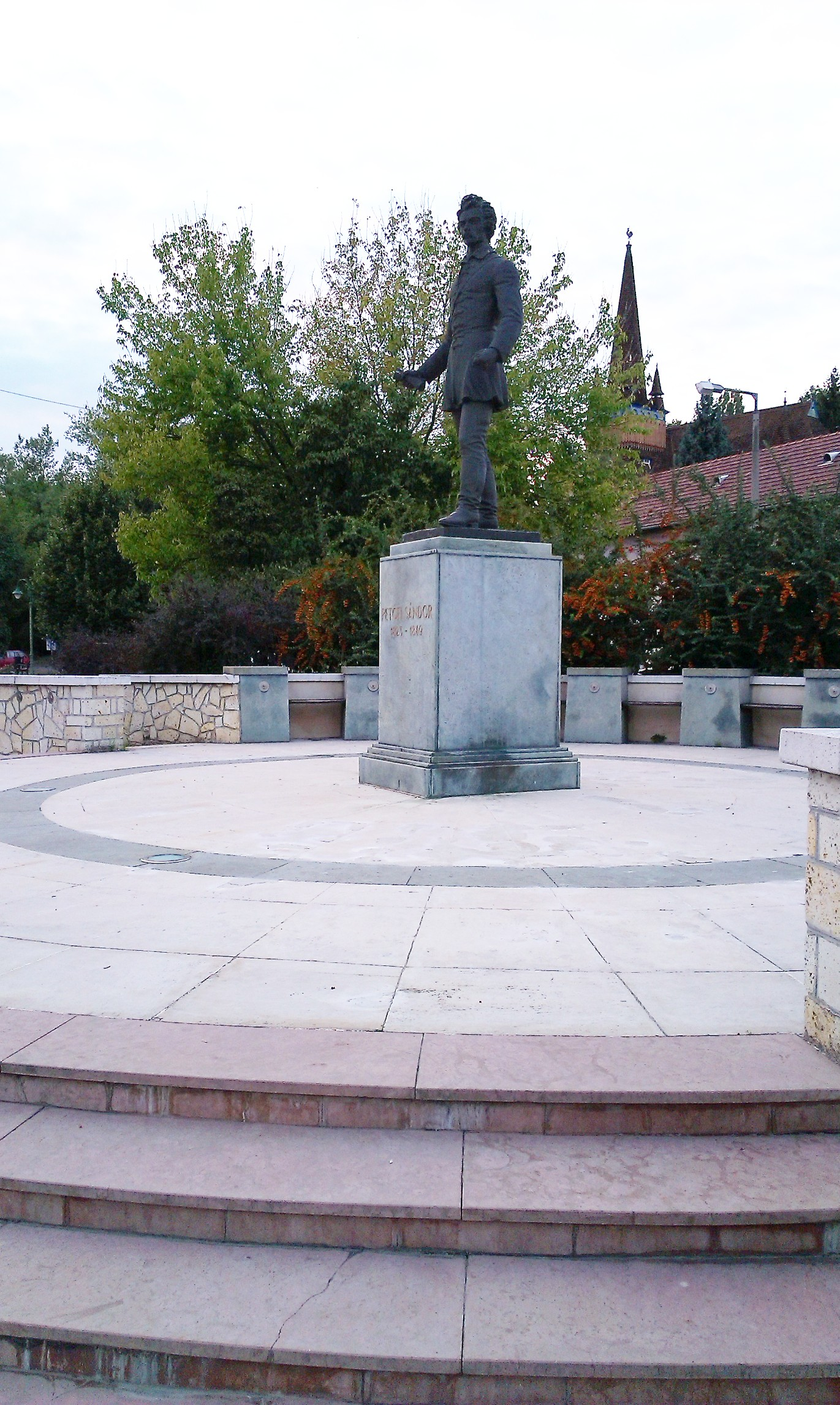
Miskolc
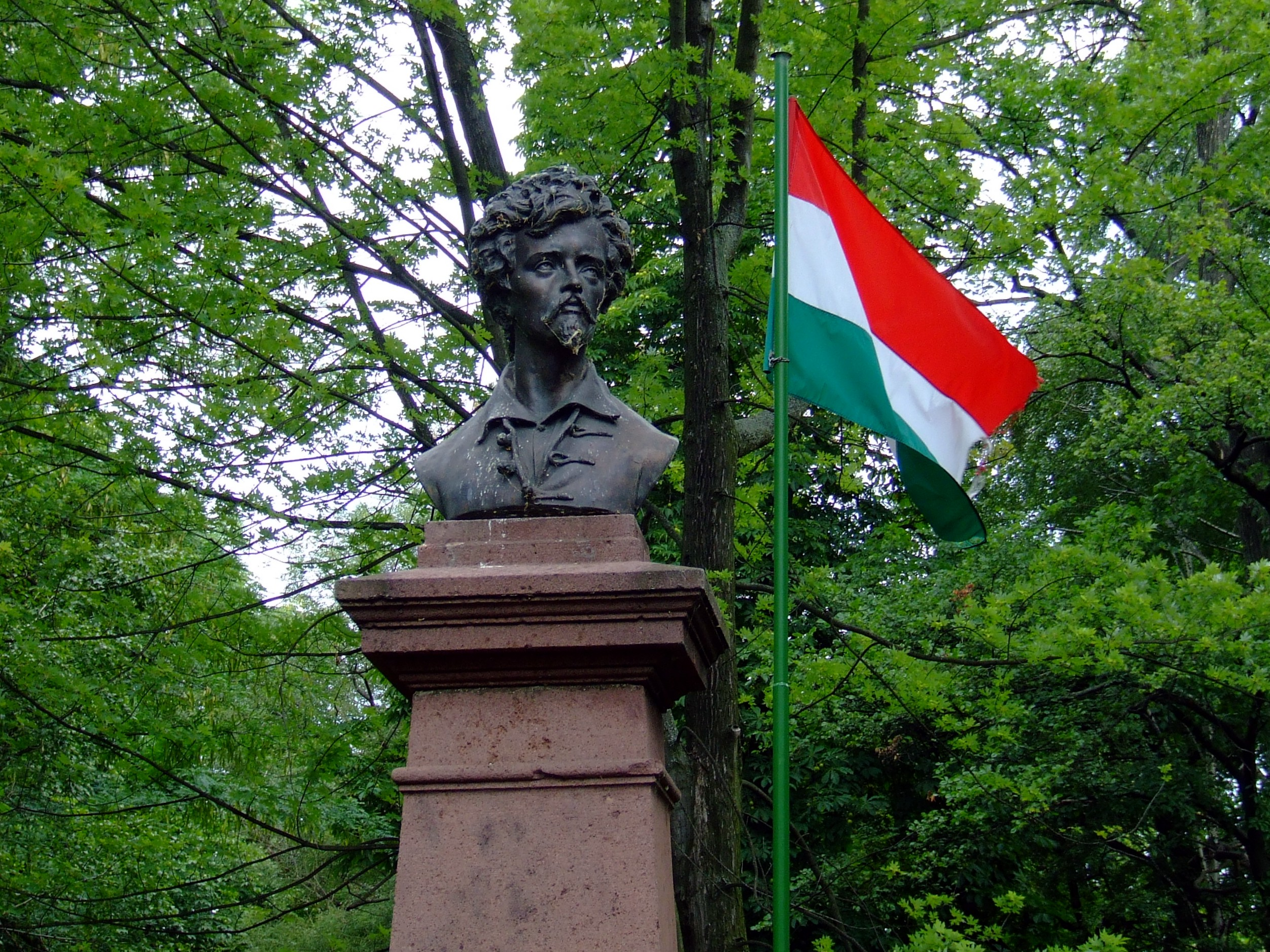
Balatonalmádi
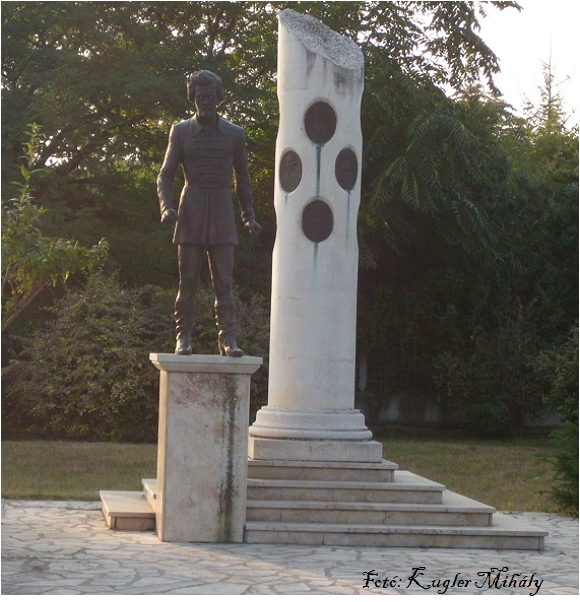
Ercsi
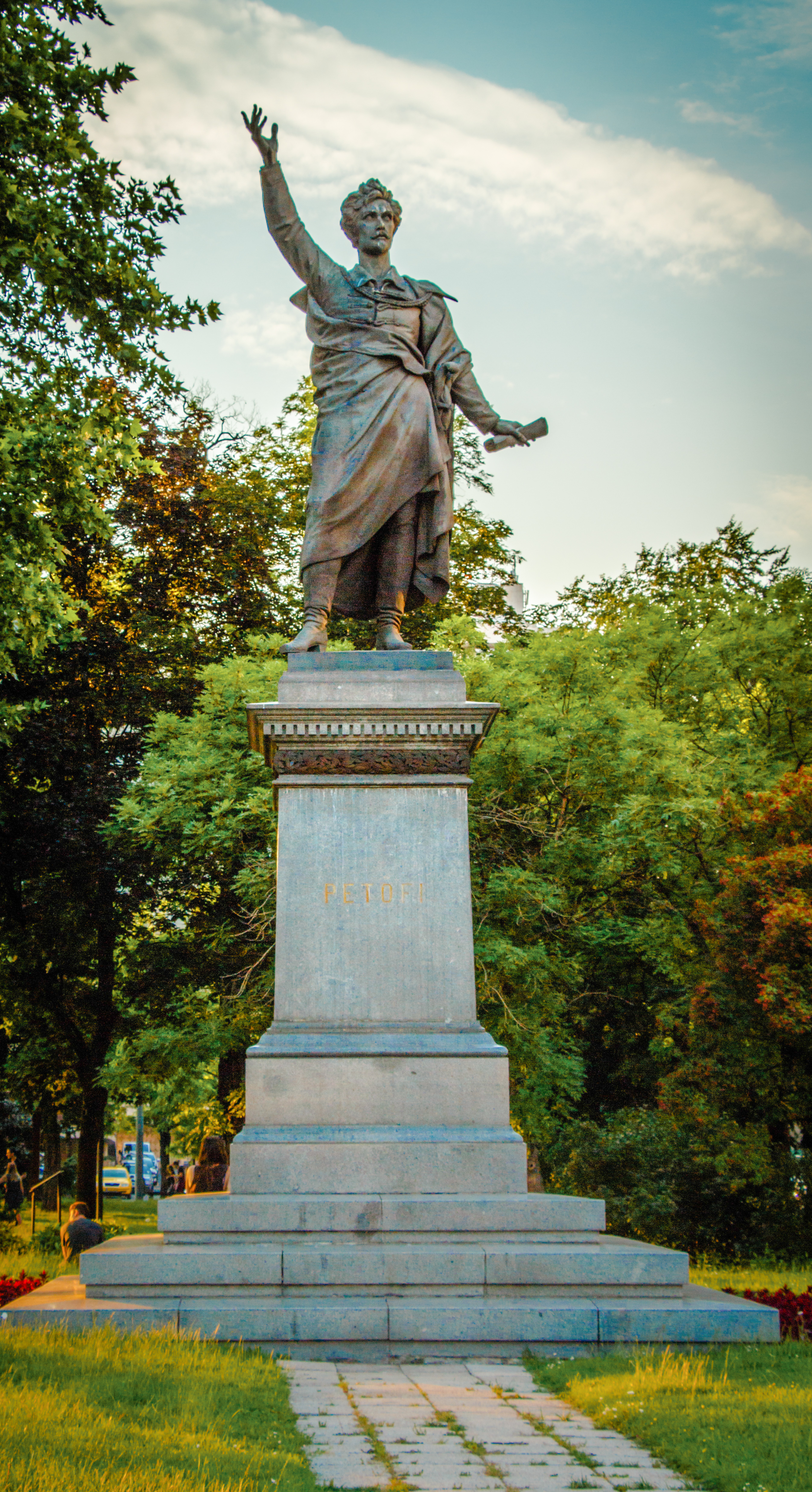
Petőfi-Denkmal in Budapest (Zustand 2015)
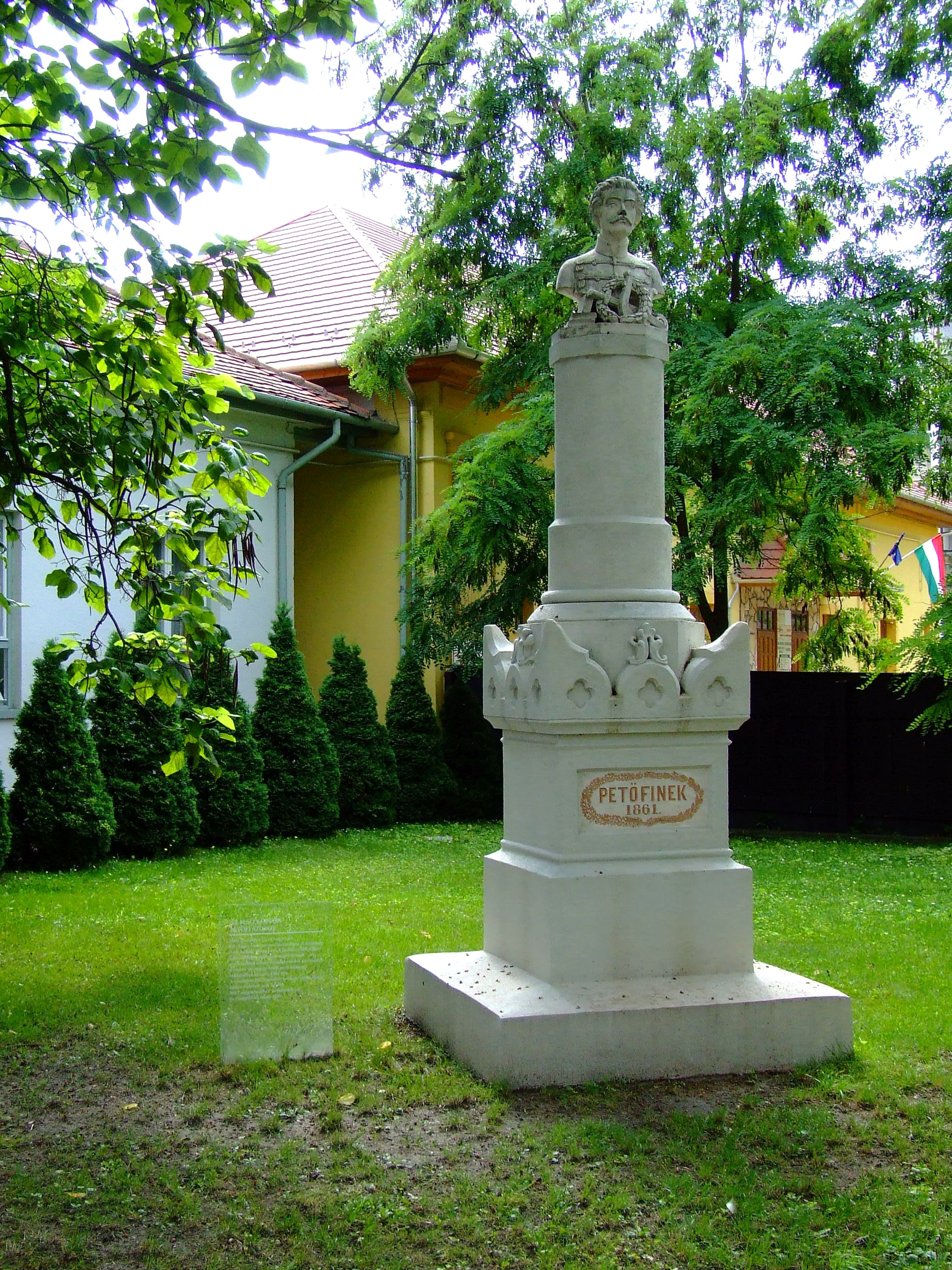
Petőfi-Denkmal in seinem Geburtsort Kiskőrös aus dem Jahre 1861. Es war weltweit das erste Petőfi-Denkmal.